# (17006) 1999 CH63
A (17006) 1999 CH63 a Naprendszer kisbolygóövében található aszteroida. A LINEAR projekt keretében fedezték fel 1999. február 12-én.